# Uran Islampur
Uran Islampur ist eine Stadt im indischen Bundesstaat Maharashtra. Die Stadt ist Teil des Distrikts Sangli. Uran Islampur hat den Status eines Municipal Council. Die Stadt ist in 26 Wards gegliedert.

## Demografie
Uran Islampur hatte am Stichtag der Volkszählung 2011 insgesamt 67.391 Einwohner, von denen 34.435 Männer und 32.956 Frauen waren. Hindus bilden mit einem Anteil von über 80 % die Mehrheit der Bevölkerung in der Stadt. Muslime bilden eine Minderheit von 13 %. Die Alphabetisierungsrate lag 2011 bei 87,88 % und damit deutlich über dem nationalen Durchschnitt.